# Geschichte, Kultur und Geisteswelt der Slowenen

Buchreihe: Geschichte, Kultur und Geisteswelt der Slowenen, Erster Band (1968)

Geschichte, Kultur und Geisteswelt der Slowenen ist eine bedeutende deutschsprachige slawistische Buchreihe, die seit 1968 im Verlag von Rudolf Trofenik (1911–1991) in München erschien. Viele namhafte Fachgelehrte haben an ihr mitgewirkt. Die breit aufgestellte Reihe umfasst mit Werken von Adam Bohorič (1520–1598) und Marko Pohlin (1735–1801) auch einige originalsprachliche Faksimiles bzw. Nachdrucke.

## Übersicht
- 1 Abhandlungen über die slowenische Reformation. Literatur – Geschichte – Sprache – Stilart – Musik – Lexikographie – Theologie – Bibliographie. Geschichte. Branko Berčič. 1968
- 2 Freisinger Denkmäler. Literatur, Geschichte, Sprache, Stilart, Texte, Bibliographie. Jože Pogačnik. 1968
- 3 Jurij Dalmatin Biblia 1584 II. Teil Abhandlungen [Slowenien, Dalmatien] Teil: 2. Abhandlungen  ISBN 3-87828-093-9, 1976 (?)
- 4.1 Arcticae horulae. Teil 1: Text. Adam Bohorič. 1969 (Nachdruck der Ausgabe Wittenberg 1584)
- 4.2 Arcticae horulae. Teil 2: Untersuchungen. Adam Bohorič. 1971 (Nachdruck der Ausgabe Wittenberg 1584)
- 5 Studia Slovenica Monacensia. In honorem Antonii Slodnjak septuagenarii. Hans Joachim Kißling. 1969
- 6 Goethe in Slovenien. Die Rezeption seines Werkes bis zur ersten Übersetzung von „Faust I“. Lojze Krakar. 1970
- 7 Vom Gegenstand zum Sein. Von Meinong zu Weber; in honorem Francisci Weber octogenarii. Anton Terstenjak. 1972 *
- 8 Jacobus Gallus. Sein Leben und Werk. Dragotin Cvetko. 1972
- 9 Tu malu besedishe treh jesikov. Das ist: Das kleine Wörterbuch in dreyen Sprachen. Quod est: Parvum dictionarium in trilingue. M. Pohlin. 1972 (Faksimile der 1. Ausgabe Laibach 1781) *
- 10 Cerkovna ordninga. Text. Nachwort: Christoph Weismann 1973 (Nachdruck der Ausgabe Tübingen 1564)
- 11 Glossarium Slavicum. M. Pohlin 1973 (Faksimile der ersten Ausgabe 1792)
- 12 Die russischen Lehnwörter im Slovenischen. Die in der ersten Hälfte des 19. Jahrhunderts übernommenen Wörter. Anneliese Lägreid. 1973
- 13 Zur Entwicklung des slovenischen Nationaltheaters. Versuch einer Darstellung typologischer Erscheinungen am Beispiel der Rezeption Kotzebues. Gerhard Giesemann. 1975
- 14 Die Universität Tübingen und die Studenten aus Krain. Theodor Elze. 1977
- 15 Bartholomäus Kopitar. Leben und Werk. Jože Pogačnik. 1978
- 16 Bartholomäus Kopitar. Italien und der Vatikan. Sergio Bonazza. 1980
- 17 Bartholomäus Kopitar und seine Beziehung zu München: Briefe von und an Kopitar. Hahn, J. 1980
- 18 Volkslieder aus Krain. [gesammelt und übersetzt aus dem Slowenischen von] Anastasius Grün (Anton Graf Auersperg); mit einem Beitrag von Leopold Kretzenbacher. 1987
- 19 Preseren, F., Poezije Doktorja Franceta Preserna. Auswahl deutscher Übersetzungen. 1987 *
- 20 Slavischer Bücherdruck in Württemberg im 16. Jahrhundert. Ein literarischer Bericht. Christian Friedrich Schnurrer. 1989 (unveränderter Nachdruck der Ausgabe: Cotta, Tübingen 1799)
- 21 Die Nationwerdung der Slowenen und die Reformation. Trubars Benennungen von Ländern und Völkern. Janez Rotar. 1991
- 22 France Balantič. Ein Beitrag zur modernen slowenischen Dichtung. Marija Kostnapfel. 1991
- 23 France Prešeren. Ein slowenischer Dichter, 1800–1849. Boris Paternu. Slavica-Verlag Kovač, München 1994
- 24 Ivan Cankar. Ein slowenischer Schriftsteller des europäischen Symbolismus; 1876–1918. France Bernik. Slavica-Verlag Kovač, München 1997
- 25 Die Hexe und der Apotheker. Roman, Dušan Merc 2002(?)